# ریزساخت

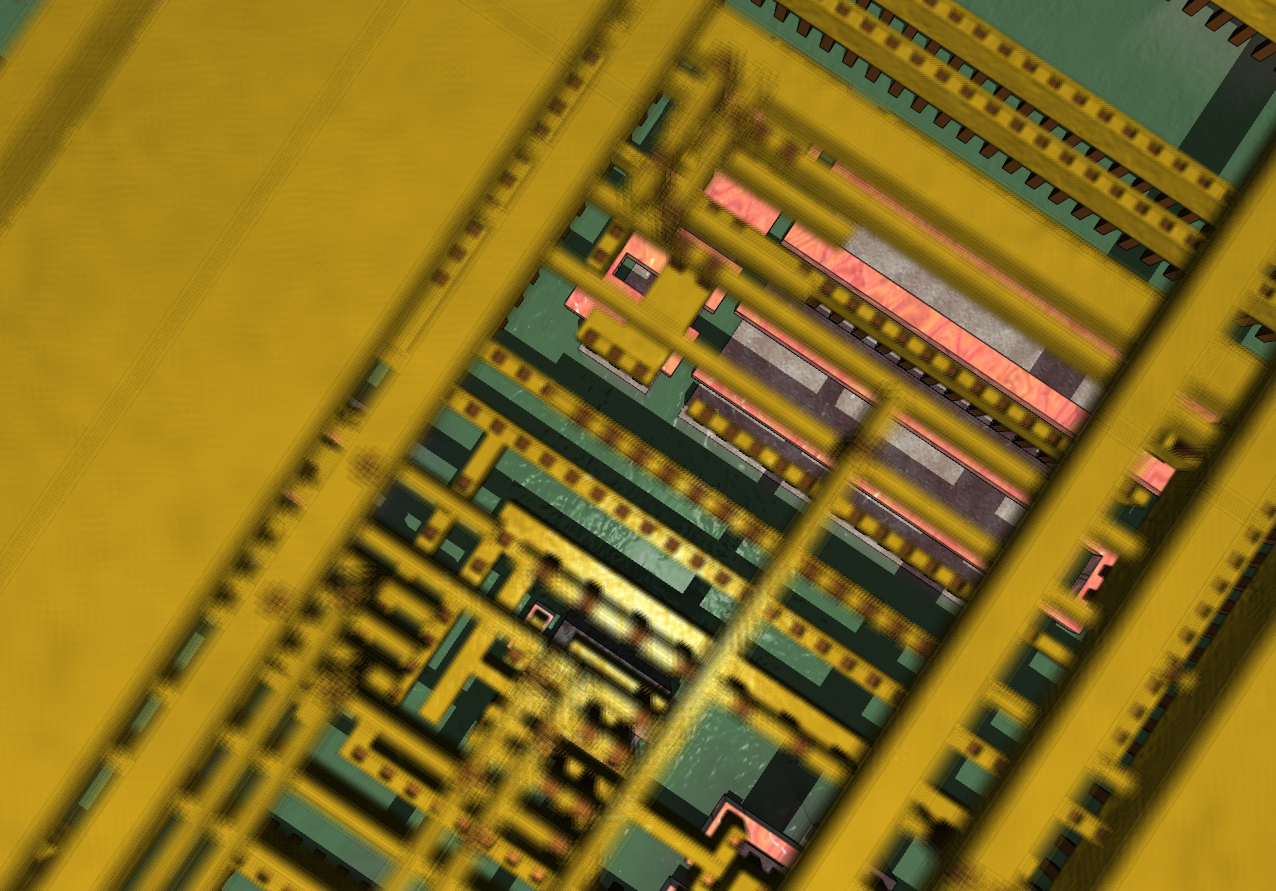
جزئیات سنتزی از یک مدار مجتمع چهار لایهٔ ساخته شده با فرایندهای ریزساخت.

ریزساخت (به انگلیسی: Microfabrication) فرایند ساخت ساختارهای مینیاتوری در ابعاد میکرومتر و کوچک‌تر است. از لحاظ تاریخی اولین فرایند ریزساخت برای تولید مدار مجتمع (آی سی) بوده‌است. در دو دهه گذشته از فرایندهای ریزساخت در موارد مختلفی استفاده شده، از جمله میکروفلوئیدیک، سیستم‌های میکرو الکترومکانیکی (مِمس), آزمایشگاه روی یک تراشه و…. در حقیقت مواردی مثل میکروفلوئیدیک بدون وجود فرایندهای ریزساخت قابل تصور نیستند.
سلول‌های خورشیدی نیز با استفاده از روش‌های مشابه ساخته می‌شوند.
کوچک‌سازی دستگاه‌های مختلف در بسیاری از زمینه‌های علمی و مهندسی چالش‌آفرین بوده‌است: فیزیک، شیمی، علم مواد، علوم کامپیوتر، فرایندهای ساخت و طراحی تجهیزات و… این فرایند همچنین موجب افزایش انواع مختلف تحقیقات میان رشته‌ای شده‌است. مفاهیم عمده و اصول ریزساخت شامل میکرولیتوگرافی، تغلیظ، فیلم‌های نازک، چاپ، پیوند و پرداخت هستند.

تصویر ساده شدهٔ فرایند ریزساخت در بستر p-type. جزئیات هر مرحلهٔ چاپ در تصویر نشان داده شده‌است. مقیاس طرح به‌طور کامل متناسب نیست.

جزئیات مرحلهٔ چاپ

## زمینه‌های استفاده
دستگاه‌های ساخته شده با ریزساخت عبارتند از:
- مدارهای یکپارچه (میکروچیپ)
- سیستم‌های میکرو الکترو مکانیکی (MEMS)
- دستگاه‌های میکروفلوئیدیک
- سلول‌های خورشیدی
- حسگرها (میکرو حسگرها) (حسگرهای زیستی ،نانو حسگرها)
- سلول‌های سوختی

## منشأ
فرایندهای ریزساخت از صنعت میکروالکترونیک منشأ گرفته و مواد مورد استفاده عمدتاً شامل سیلیکون، شیشه، پلاستیک، PDMS، فلز و… است.
واژهٔ ریزساخت اصطلاح کلی است اما به جا آن از عبارات دیگری مثل میکروماشینینگ هم استفاده می‌شود.
روش‌های سنتی ماشینکاری قابلیت ساخت از اندازه‌های میلی‌متری تا میکرومتری را دارا هستند اما آن‌ها ایدهٔ اصلی ریزساخت را به همراه ندارند: تکرار و ساخت موازی صدها تا میلیون‌ها سازهٔ یکسان.

## فرایندها
ریزساخت در واقع مجموعه‌ای از فناوری هاست که برای ساخت میکرو دستگاه‌ها مورد استفاده قرار می‌گیرند.
برخی از آن‌ها بسیار قدیمی هستند و با فرایند ساخت مرتبط نبودند مثل لیتوگرافی و چاپ. پرداخت(polishing) از فرایندهای ساخت نوری قرض گرفته شده و بسیاری از روش‌های ایجاد خلاء از تحقیق‌های قرن ۱۹ فیزیک منشأ گرفته‌اند. آبکاری هم از قرن ۱۹ برای ایجاد ساختارهای میکرومتری اقتباس شد.
برای ساخت یک میکرودستگاه مراحل بسیاری باید یکی پس از دیگر بارها و بارها تکرار شوند این مراحل معمولاً شامل: ته‌نشین کردن یک فیلم، دادن الگوهای دلخواه به آن فیلم (با استفاده از ابزارهای میکرو) و زدایش (etching) بخش‌هایی از فیلم مذکور است. به‌طور معمول فیلم نازکی به عنوان مقیاس در تمام این مراحل مورد استفاده قرار می‌گیرد تا از نظر ضخامت، ضریب شکست و ضریب انهدام، ویژگی‌های متناسب و خواسته شده را داشته باشد. برای مثال در فرایند ساخت تراشه حافظه، ۳۰ مرحله لیتوگرافی و ۱۰ مرحله اکسایش ۲۰ مرحله ته‌نشینی ۱۰ مرحله دوپینگ و بسیاری مراحل دیگر باید انجام شود.

### بسترها
دستگاه‌های ساخته شده با روش‌های ریزساخت، عموماً مستقل نیستند بلکه معمولاً روی یک بستر قرار می‌گیرند. در صنایع الکترونیکی بسترهای نیمه رسانا مثل ویفر سیلیکون می‌توانند مورد استفاده قرار بگیرند. برای دستگاه‌های نوری یا صفحات نمایش تخت بسترهای شفاف مثل شیشه یا کوارتز رایج هستند. در واقع بستر امکان بررسی و مدیریت دستگاه را در حین مراحل مختلف ساخت، فراهم می‌کند. اغلب تعدادی دستگاه منحصر به فرد بر روی یک بستر ساخته می‌شوند و در پایان مراحل ساخت از هم جدا می‌شوند.

### رسوب یا رشد
در تولید دستگاه‌های ساخته شده با روش‌های ریزساخت عموماً از یک یا دو فیلم نازک استفاده می‌شود. هدف از به کار بردن این فیلم‌ها ی نازک به نوع دستگاه بستگی دارد. در دستگاه‌های الکترونیکی جنس این فیلم‌ها می‌تواند رسانا، نیمه رسانا، یا نارسانا باشد. دستگاه‌های نوری می‌توانند فیلم‌های منعکس‌کننده، شفاف یا متفرق‌کنندهٔ نور داشته باشند. فیلم‌ها همچنین می‌توانند بخاطر اهداف شیمیایی یا مکانیکی استفاده شوند (مثل کاربرد آن‌ها در MEMS). برخی از روش‌های رسوب:
- اکسایش حرارتی
- اکسایش موضعی سیلیکون (LOCOS)
- رسوب به روش تبخیر شیمیایی(CVD)
- رسوبدهی فیزیکی بخار(PVD)
  - پوشش دهی الکترواستاتیک
  - رسوب تبخیری
  - پرتوی الکترونی PVD

### الگودهی
تکنولوژی الگودهی چیزی است که ریزساخت را تعریف می‌کند. اغلب مطلوب است که فیلمی با الگوهای خاص طراحی شود؛ این الگوها در ابعاد میکرو و نانومتر هستند. تکنولوژی الگودهی معمولاً برای تعیین اینکه چه قسمت‌هایی از فیلم باید زدایش شوند از «ماسک» استفاده می‌کند. از جمله روش‌های الگودهی می‌توان به این موارد اشاره کرد:
- فتولیتوگرافی (طرح‌نگاری نوری)
- ماسک‌کردن سایه

### چاپ
چاپ فرایند زدایش برخی بخش‌های فیلم نازک است. بستر، تا زمانی که بخش‌های مورد نظر از آن حذف شوند، در معرض یک مادهٔ چاپ‌کننده (زدایش) قرار می‌گیرد. این ماده به شکل فیزیکی یا شیمیایی موجب حذف فیلم می‌شود. برخی تکنیک‌های چاپ:
- چاپ خشک
- چاپ مرطوب (چاپ شیمیایی)

فرایندهای مختلف دیگری هم می‌توانند به منظور پاکیزگی، مسطح کردن یا تغییر شیمیایی دستگاهِ ساخته شده به کار روند. از جمله:
- - مسطح‌سازی شیمیایی مکانیکی(CMP)
- پاکسازی ویفر، به عنوان آماده‌سازی سطح هم شناخته می‌شود. (در پایین توضیح داده شده)

## پاکیزگی در ساخت ویفر
فرایند ریزساخت در اتاق‌های پاک که از نظر ذرات موجود در هوا، دما و رطوبت هوا، ارتعاش و اختلالات الکتریکی به دقت مورد بررسی قرار می‌گیرند انجام می‌شود.
دود، گردو غبار، باکتری‌ها و سلول‌ها از نظر اندازه در ابعاد میکرومتری هستند و حضورشان در محیط، در عملکرد دستگاه حاصل ریزساخت اختلال ایجاد می‌کند.
اتاق‌های پاک به شکل منفعل پاکیزگی ایجاد می‌کنند اما قبل از هر مرحله از فرایند، ویفر باید به شکل جدی پاک شود.
مراحل اکسایش و همهٔ مراحل نیازمند دمای بالا، بسیار به وجود آلودگی حساس هستند؛ بنابراین باید قبل از این فرایندها پاکسازی صورت بگیرد.
روش‌های پاکسازی خشک و مرطوب وجود دارند.
RCA-1 و RCA-2 به ترتیب با استفاده از محلول آمونیاک-پروکسید و هیدروژن پراکسید به حذف آلودگی‌های ارگانیک و ذرات، و آلودگی‌های فلزی کمک می‌کنند.
مخلوط اسید سولفوریک-پراکسید مواد آلی را حذف می‌کند. هیدروژن فلوراید از سطح سیلیکونی، اکسیدهای اولیه را می‌زداید. اینها همه از روش‌های پاکسازی مرطوب بودند. روش‌های پاکسازی خشک بدون استفاده از آب (یا با آب خیلی کم) انجام می‌شوند؛ از جمله استفاده از پلاسما ی اکسیژن و آرگون برای حذف لایه‌های ناخواستهٔ سطح.
«آماده‌سازی سطح» فقط یک نقطه نظر متفاوت است، تمام مراحل آن مشابه مواردیست که در بالا ذکر شده: این به معنی این است که قبل از آغاز فرایند، سطح ویفر در این وضعیت کنترل شده و مناسب قرار بگیرد. ویفرها می‌توانند طی مراحل قبلی آلوده شده باشند.
پاکسازی و آماده‌سازی سطح به این شکل عمل می‌کند، اول همهٔ بخش‌های ناخواسته را حذف می‌کند و سپس به بازسازی الگوهای مطلوب می‌پردازد.